# Place Adolphe-Max
Place Adolphe-Max, tidigare Place Vintimille, är en öppen plats i Quartier Saint-Georges i Paris 9:e arrondissement. Platsen är uppkallad efter den belgiske politikern Adolphe Max (1869–1939), som var borgmästare i Bryssel. Place Adolphe-Max domineras av Square Hector-Berlioz.

## Bilder
| - Platsens skylt. - Adolphe Max. - Place Adolphe-Max. - Square Hector-Berlioz. |

## Omgivningar
- Saint-André-de-l'Europe
- Sainte-Rita de Paris
- Place de Clichy

## Populärkultur
I inledningen till Georges Simenons kriminalroman Maigret och den unga döda (Maigret et la jeune morte) från 1954 påträffas en död ung kvinna iförd en aftonklänning i ljusblått siden på Place Vintimille.

## Kommunikationer
- Tunnelbana – linjerna   – Place de Clichy
- Tunnelbana – linje  – Blanche
- Busshållplats Place de Clichy – Paris bussnät, linjerna 21 68 74